# Ciudades francófonas
Las ciudades francófonas son aquellas en que se habla el idioma francés. Según el Observatorio de la Lengua Francesa (2022), de la Organización Internacional de la Francofonía, existen 500 millones de francoparlantes, distribuidos en todos los continentes. Según el SIL International (Ethnologue, 2024) el número de hablantes primario orilla los 80 millones, totalizando más de 420 millones de francohablantes que emplean al francés como primera o segunda lengua.
Por regiones, las ciudades francófonas que superan el millón de habitantes son 22 en África subsahariana, 10 en Europa occidental (nueve en la Unión Europea y una en Suiza), 8 en el Magreb, 2 en América (una en Quebec y otra en el Caribe) y 1 en el Próximo Oriente (en el Mediterráneo oriental). Por países, las ciudades francófonas que superan el millón de habitantes son 8 en Francia, 6 en la República Democrática del Congo, 4 en Marruecos, y 2 en Argelia, Camerún y República del Congo, entre otros.
Siendo el francés la quinta lengua más hablada del mundo, 43 ciudades francófonas superan el millón de habitantes en 25 países (de un total de 35 países francófonos de iure o de facto), distribuidos principalmente en África y Europa, pero también en América e incluso Asia. El francés es una de las dos lenguas que se hablan y son oficiales en todos los continentes, sin embargo, en Oceanía ninguna ciudad francófona supera los cien mil habitantes. Y en la prácticamente deshabitada Antártida, si bien hay una base francófona permanentemente habitada, en ella hay solamente decenas de personas (todos científicos).
París, Montreal, Lyon, Marsella, Bruselas, Lille, Toulouse, Burdeos, Niza, Estrasburgo y Ginebra, se destacan como grandes ciudades francófonas con Muy Alto Índice de Desarrollo Humano. Asimismo, sociolingüísticamente las ciudades francófonas africanas destacan por tener en promedio el crecimiento demográfico más elevado del mundo (2022) con una marcada tendencia a seguir aumentando aceleradamente su población.

## Principales ciudades francófonas
En las grandes ciudades magrebíes (en la tabla, en cursiva), la lengua oficial es el árabe, sin embargo la mayoría de la población habla darija (árabe marroquí, árabe argelino o árabe tunecino, con sus variaciones regionales y locales) y a la vez, por el bilingüismo, más de la mitad de la población habla francés. De manera que el darija y el francés son más hablados que el árabe clásico o que el árabe estándar, pero no son oficiales. Algo similar ocurre en la capital del Líbano (en la tabla, en cursiva), donde el árabe es oficial pero es mayoritario el árabe libanés (una variante del árabe levantino), además de ser muy hablado el francés.
En las más grandes ciudades de Haití (el país caribeño más poblado), se habla mayoritariamente el criollo haitiano (de base lingüística francesa), pero el francés además de oficial también es entendido y hablado por un gran segmento de la población.
En todas las demás ciudades francófonas de esta relación, el francés tiene la doble característica de ser oficial (único o cooficial) y además mayoritario: En unos casos hablado por la mayoría absoluta de la población, y en otros casos por la mayoría relativa.
| N.º | Ciudad          | País francófono                 | Población (en millones) | Notas                                                                                                 | Région del Continente                                             |
| --- | --------------- | ------------------------------- | ----------------------- | --- | ----------------------------------------------------------------- |
| 1   | Kinshasa        | República Democrática del Congo | 17,0                    | Oficial. También se habla lingala                                                                     | África central (África)                                           |
| 2   | París           | Francia                         | 12,5                    | Oficial                                                                                               | Unión Europea y Europa occidental                                 |
| 3   | Argel           | Argelia                         | 7,8                     | No oficial. Amplia difusión. Oficial: árabe. Mayoritario: darija. (árabe argelino)                    | Magreb y África septentrional (o África del norte)                |
| 4   | Abidjan         | Costa de Marfil                 | 6,2                     | Oficial. También se habla diula                                                                       | África occidental y África subsahariana                           |
| 5   | Casablanca      | Marruecos                       | 4,3                     | No oficial. Amplia difusión. Oficial: árabe. Mayoritario: darija (árabe marroquí)                     | Magreb y África del norte                                         |
| 6   | Montreal        | Canadá                          | 4,1                     | Oficial. También es oficial el inglés                                                                 | Quebec y Norteamérica (América del Norte o América septentrional) |
| 7   | Dakar           | Senegal                         | 3,5                     | Oficial. También se habla wólof y fulani                                                              | África occidental y África subsahariana                           |
| 8   | Bamako          | Mali                            | 3,3                     | Oficial. También se habla bambara                                                                     | África occidental y África subsahariana                           |
| 9   | Yaundé          | Camerún                         | 3,1                     | Oficial                                                                                               | África central y África subsahariana                              |
| 10  | Douala          | Camerún                         | 2,8                     | Oficial                                                                                               | África subsahariana y África central                              |
| 11  | Uagadugu        | Burkina Faso                    | 2,7                     | Oficial. También se habla mossi                                                                       | África subsahariana y África occidental                           |
| 12  | Puerto Príncipe | Haití                           | 2,4                     | Oficial. También es oficial el criollo haitiano                                                       | Caribe (o Antillas) y Centroamérica (o América del Centro)        |
| 13  | Antananarivo    | Madagascar                      | 2,4                     | Oficial. También es oficial el malgache                                                               | África oriental y África del sur                                  |
| 14  | Lyon            | Francia                         | 2,3                     | Oficial                                                                                               | Unión Europea y Europa occidental                                 |
| 15  | Beirut          | Líbano                          | 2,2                     | Oficial. También es oficial el árabe. Mayoritario: árabe levantino (árabe libanés)                    | Próximo oriente (Asia)                                            |
| 16  | Túnez           | Túnez                           | 2,0                     | No oficial. Amplia difusión. Oficial: árabe. Mayoritario: darija (árabe tunecino)                     | Magreb y África del norte                                         |
| 17  | Lomé            | Togo                            | 1,9                     | Oficial. También se habla gen                                                                         | África occidental y África subsahariana                           |
| 18  | Rabat           | Marruecos                       | 1,8                     | No oficial. Amplia difusión. Oficial: árabe. Mayoritario: darija (árabe marroquí)                     | Magreb y África del norte                                         |
| 19  | Brazzaville     | República del Congo             | 1,8                     | Oficial. También se habla lingala                                                                     | África central                                                    |
| 20  | Marsella        | Francia                         | 1,8                     | Oficial                                                                                               | Unión Europea y Europa occidental                                 |
| 21  | Yamena          | Chad                            | 1,3                     | Oficial. También es oficial el árabe. También se habla árabe chadiano                                 | África del norte y África central                                 |
| 22  | Bruselas        | Bélgica                         | 1,2                     | Oficial. También es oficial el neerlandés                                                             | Unión Europea y Europa occidental                                 |
| 23  | Lille           | Francia                         | 1,2                     | Oficial                                                                                               | Unión Europea y Europa occidental                                 |
| 24  | Toulouse        | Francia                         | 1,2                     | Oficial                                                                                               | Unión Europea y Europa occidental                                 |
| 25  | Burdeos         | Francia                         | 1,2                     | Oficial                                                                                               | Unión Europea y Europa occidental                                 |
| 26  | Niza            | Francia                         | 1,2                     | Oficial                                                                                               | Unión Europea y Europa occidental                                 |
| 27  | Estrasburgo     | Francia                         | 1,2                     | Oficial                                                                                               | Unión Europea y Europa occidental                                 |
| 28  | Ginebra         | Suiza                           | 1,2                     | Oficial. También son oficiales el alemán y el italiano                                                | Romandia y Europa central                                         |
| 29  | Marrakech       | Marruecos                       | 1,2                     | No oficial. Amplia difusión. Oficial: árabe. Mayoritario: darija (árabe marroquí)                     | Magreb y África del norte                                         |
| 30  | Kananga         | República Democrática del Congo | 1,2                     | Oficial. También se habla tshiluba                                                                    | África central                                                    |
| 31  | Kigali          | Ruanda                          | 1,1                     | Oficial. También son oficiales el Kiñaruanda, el inglés y el suajili                                  | África oriental y África central                                  |
| 32  | Fez             | Marruecos                       | 1,1                     | No oficial. Amplia difusión. Oficial: árabe. Mayoritario: darija (árabe marroquí)                     | Magreb y África del norte                                         |
| 33  | Niamey          | Níger                           | 1,1                     | Oficial. También es oficial el idioma hausa                                                           | África occidental y África subsahariana                           |
| 34  | Nouakchott      | Mauritania                      | 1,0                     | No oficial. Mayoría relativa. Oficial: árabe. También se habla árabe hassaní                          | Magreb y África occidental                                        |
| 35  | Pointe-Noire    | República del Congo             | 1,0                     | Oficial. También se habla kituba (criollo del kikongo con influencia del francés, portugués e inglés) | África central                                                    |
| 36  | Orán            | Argelia                         | 1,0                     | No oficial. Amplia difusión. Oficial: árabe. Mayoritario: darija (árabe argelino)                     | Magreb y África del norte                                         |
| 37  | Conakry         | Guinea                          | 1,0                     | Oficial. También se habla fula, maninke y susu                                                        | África occidental y África subsahariana                           |
| 38  | Mbuji-Mayi      | República Democrática del Congo | 1,0                     | Oficial. También se habla tshiluba                                                                    | África central                                                    |
| 39  | Lubumbashi      | República Democrática del Congo | 1,0                     | Oficial. También se habla suajili y bemba                                                             | África central                                                    |
| 40  | Buyumbura       | Burundi                         | 1,0                     | Oficial. También es oficial el kirundi. También se habla suajili                                      | África oriental y África central                                  |
| 41  | Kolwezi         | República Democrática del Congo | 1,0                     | Oficial. También se habla kiswahili                                                                   | África central                                                    |
| 42  | Cotonú          | Benín                           | 1,0                     | Oficial. También se habla fon, yoruba y hausa                                                         | África occidental y África subsahariana                           |
| 43  | Kisangani       | República Democrática del Congo | 1,0                     | Oficial. También se habla suajili y lingala                                                           | África central                                                    |

Otras destacadas ciudades francófonas:
- Nantes (País del Loira, Francia)
- Quebec (capital de Quebec, Canadá)
- Grenoble (Ródano-Alpes, Francia)
- Ruan (Normandía, Francia)
- Montpellier (Languedoc-Rosellón, Francia)
- Libreville (capital de Gabón). multilingüe
- Rennes (Bretaña, Francia)
- Gatineau (Quebec, Canadá)
- Charleroi (Henao, Valonia, Bélgica)
- Cap-Haïtien (Cabo Haitiano, Haití), bilingüe con el creole haitiano (patois del francés)

- Lieja (Lieja, Valonia, Bélgica)
- Sherbrooke (Quebec, Canadá)
- Saguenay (Quebec, Canadá)
- Trois-Rivières (Quebec, Canadá)
- Pau (Pirineos Occidentales, Francia)
- Lausana (Vaud, Suiza)
- Port Louis (Mauricio)
- Saint-Dennis (Reunión, Francia)
- Pointe-à-Pitre (Grande Terre, Guadalupe, Francia)
- Fort-de-France (Martinica, Francia)
- Papeete (Tahití, Islas de la Sociedad, Polinesia, Francia)

- Numea (Grande Terre, Nueva Caledonia, Francia)
- Neuchâtel (Neuchatel, Suiza)
- Bayona-Anglet-Biarritz (Pirineos Occidentales, Francia)
- Friburgo (Friburgo, Suiza)
- Luxemburgo (Luxemburgo)
- Mónaco (Mónaco)
- Andorra la Vieja (Andorra)
- Aosta (Valle de Aosta, Italia)
- Saint Helier (Jersey, Islas del Canal)
- Saint Peter Port (Guernesey, Islas del Canal)